# Hubert Mono Ndjana
 (mars 2020).
Hubert Mono Ndjana, né le 3 novembre 1946 à Ekabita (Cameroun français) et mort le 16 novembre 2023 à Yaoundé (Cameroun), est un philosophe, universitaire et penseur camerounais. Il publie des travaux sur quelques dirigeants politiques.

## Biographie
Hubert Mono Ndjana étudie au Cameroun, puis en France à l'Université François Rabelais de Tours. De retour au pays, il exerce diverses fonctions administratives notamment dans le milieu académique et s'essaye, sans beaucoup de réussite, à la politique. Il est un des intellectuels camerounais à soutenir le Président de la République, Paul Biya, lors de son accession au pouvoir en 1982, par des textes sur la pensée politique et sociale du chef de l'État.
Lors de l'avènement du multipartisme dans les premières années de la décennie 1990, Hubert Mono Ndjana est secrétaire général adjoint du RDPC (Rassemblement Démocratique du Peuple Camerounais), le parti au pouvoir dirigé par Paul Biya. Il est chargé de la communication. Son engagement est parfois critiqué par des adversaires et ses collègues universitaires, qui ont plutôt une conception théorétique du savoir philosophique et de la vie universitaire.
En 1990, il passe une thèse d’État[Laquelle ?] à l'Académie des Sciences du Djoutché, à Pyongyang en Corée du Nord.
Le 5 février 2003, il devient le premier Camerounais à accéder au grade universitaire de Professeur des Universités dans le domaine de la philosophie. Il est chef de département de philosophie à l'université de Yaoundé I.
En 2016, Hubert Mono Ndjana est président du Jury de l'édition 2016 des Grands prix des associations littéraires.
Retraité, le professeur Hubert Mono Ndjana continue à enseigner à l'Université de Yaoundé où il devient professeur émérite de philosophie. Il enseigne aussi dans des institutions nationales et internationales.
Hubert Mono Ndjana est le père des concepts d'épistéméthique, de normalisation de l'écart, et d'écartement de la norme. Des concepts qui lui permettent d'opérer une critique sociale rigoureuse, de dénoncer la dérive éthique, esthétique et politique ambiante dans la société camerounaise en particulier. Hubert Mono Ndjana est spécialiste d'éthique et de philosophie politique, auteur d'une abondante littérature sur les questions éthiques, politiques, économiques et sociales. Historien des idées, il travaille aussi sur l'évolution historique des philosophies camerounaises et africaines.
Hubert Mono Ndjana est décédé le 16 novembre 2023 à l’hôpital général de Yaoundé,. Il avait été hospitalisé à la suite d'un accident de circulation survenu le 2 novembre 2023,.

## Publications

### Ouvrages

#### Philosophie
- Paradoxes. Essai sur les contradictions du sens commun, Éd. Objectif, Yaoundé, 1981, 160 p.
- La philosophie en raccourci, Éd. Objectif, Yaoundé, 1981, 163 p.
- Considérations actuelles sur l’Afrique (Entretien avec Njoh Mouellel), ouv. Coll., Éditions CLE, Yaoundé. 1983. 196 p.
- L'idée sociale chez Paul BIYA, Université de Yaoundé, 1985, 251 p.
- De l'ethnofascisme dans la littérature politique camerounaise, Éd. du Silex, Paris, 1987, 80 p.
- Pour comprendre le libéralisme communautaire de Paul Biya, Éd. CEPER, Yaoundé, 1988, 66 p.
- Révolution et création. Essai sur la philosophie du Djoutché, Université de Yaoundé, 1988, 220 p, (Traduit en Anglais et en Espagnol par les Éditions en Langues étrangères de Pyongyang, ELEP).
- sur le changement politique au Cameroun, Carrefour/Yves Prugnot, Yaoundé/Bruxelles, 1992. 190 p.
- L’écume des tontines. Dissertation sur la crise économique et sociale, Éd Carrefour, Yaoundé, 1993, 61 p.
- Les proverbes de Paul BIYA, Éd. du Carrefour, Yaoundé, 1997, 168 p.
- À la tombée du jour. Problématique, théorie et pratique de la philosophie africaine, Carrefour /MINESUP, Yaoundé, 2000, 365 p.
- Beauté et vertu du Savoir. Esquisse d'une épisteméthique., Éd. du Carrefour, Yaoundé, 1999, 150 p.
- Panorama la philosophie camerounaise, octobre 2014, 256 pages, L’Harmattan.
- L’Essentiel (Quand on a tout oublié), manuel, Éd. du Carrefour, 2006, 280 p.
- Histoire de la philosophie africaine, Éd. L’Harmattan, Paris, 2009, 256 p.

#### Littérature
- Echec et chèque (théâtre), Librairie Populaire, Bafoussam, 1974.
- Vice versa (théâtre), Librairie Populaire, Bafoussam, 1975, Éd. CEPER, Yaoundé 1989.
- La revenante (théâtre), Éd. Le Flambeau, Yaoundé, 1980 (Télévision gabonaise, et camerounaise en 1985).
- Onambele et Magaptche (théâtre), Carrefour, Yaoundé 2002,
- Les gosses endiablés (Théâtre), Inédit.
- Un détournement (Théâtre) inédit.
- Regard sur, pays mystérieux de l’Orient, récit de voyage, Éd. Afric Avenir, Douala/Yaoundé, 1935[Quand ?], 136 p.
- La prisonnière, roman, 220 p. (à paraître).
- Les Vampires du Godstank, roman, Éd. du Carrefour, 2006, 141 p.

#### En collaboration
- Hommes et Destins: (Mémoires de l'Académie des Sciences d'Outre-Mer (XXI.), Paris, article : « André-Marie Mbida (1917-1980) », pp. 507-510.
- Le « Code, noir » et l'Afrique, sous la direction de Ambroise Kom et Lucienne Ngoué, Nouvelles du Sud, Paris, article : « Révolution française et exemplarité », pp. 210-225.
- Ndzana Nga Zogo : problématique d'une conciliation du réel et de l'irréel, sous la direction d'Emmanuel Matateyou, Presses universitaires de Yaoundé, article « De la convivialité des vivants et des morts. Le cas de Ndzana Nga Zogo », pp. 189-2002.
- La démocratie à l'épreuve du tribalisme, sous la direction de Fabien Eboussi Boulaga, Éd. Gerdes Cameroun, Yaoundé, article : « Anti-plaidoyer pour les ethnies », pp. 95-105.
- Une lecture africaine de la guerre en Irak, Sous la direction de Jean-Emmanuel Pondi, Éd. Maisonneuve et Larose, Paris, article : « Guerre d'Irak et nécessité d'un contrat mondial », pp. 179-194.
- Penser le sida. Analyses croisées d'une pandémie, sous la direction de Hubert Mono Ndjana et Lucien Ayissi Harmattan Cameroun - Champ Libre Philosophie, Santé, Médecine, Afrique noire, Cameroun. Octobre 2010, 216 pages.

### Articles et communications

#### Classement thématique
- Sur l’éducation 
  - Le système éducatif camerounais et le monde de demain, Douala, Maison des Jeunes et de , novembre, 1996, 14 p.
  - La formation professionnelle au Cameroun : pour qui et pourquoi ? Forum sur l’Enseignement Secondaire Technique, MINEDUC, avril 1999, 17 p.
  - Education et adaptation. Le cas du livre à l’école primaire dans un pays pauvre, Colloque, Yaoundé, novembre-décembre 2000, 13 p.
  - L’éducation patriotique de la jeunesse, Club Éthique du Cameroun, janvier 2001, 12 p.

- Sur la philosophie didactique 
  - Débat sur le genre littéraire philosophique, Premières Journées « Joseph Ngoué », Université de Yaoundé I, mai 2000, 11 p.
  - La philosophie au Cameroun. Esquisse d’une bibliographie thématique, CREPLA (Centre Régional de Promotion et d’Edition du Livre en Afrique), Yaoundé, mai 2000, 22 p.

- Sur la politique 
  - Les États-Unis d’Afrique et leurs fondements, Centre Culturel Français de Douala, novembre 1999, 12 p.
  - La vie politique nationale au cours du prochain millénaire, Edi-Action, juin 2000, 8 p.
  - Le citoyen et la commune, la politique et nous, décembre 2000, 6 p.
  - Chefferie traditionnelle et pouvoir moderne. Une incestueuse cohabitation, Monatélé, novembre 2000, 18 p.
  - Mariage et intégration nationale. Essai sur la fonction politique de l’institution matrimoniale, FENAC- Limbé, décembre 2000, présenté à l’Université de Buéa, 12 p.
  - La terre ancestrale et le domaine national, INPACT TRIBUNE, Yaoundé, septembre 2000, broch, 5 p.

- Sur le monde
  - Millénium : Histoire Naturelle et artificielle de l’an 2000, de l’Américain Stephen J. Gould. Une insondable signification du temps, centre culturel Américain, Yaoundé, 16 décembre 1999, 5 p.
  - Culture française et destin de l’humanité, Centre Culturel Français, Yaoundé, juillet 2000, 15 p.
  - Approche de la culture africaine à l’ère de la mondialisation, Conférence-débat, AFRICREA et le Mensuel PATRIMOINE, Yaoundé, décembre 2000, 11 p.
  - « Le Dépassement ethnique. Esquisse d’une théorie de l’identité », in Perspectives critiques sur l’écriture camerounaise (Revue Bilingue  de langues, lettres et culture), vol. I, n°3, Buéa, octobre, 1996 pp. 51-65
  - « Enjeux et défi de la mondialisation », in l’Afrique face aux défis  de la mondialisation, Contribution de l’Université de Yaoundé I, Pré-colloque préparatoire au Sommet Afrique-France, Yaoundé, 28 et 29 août 2000, ouv.coll., pp.6-40.
  - Entrée dans la vie et sélectivité. Le procès de l’eugénisme dans le rite So, Journées internationales de bioéthique, Yaoundé, fév. 1997, 14 p.
  - Culture Bantu, développement et bonne gouvernance, Festival National des Arts et de (FENAC),  Ebolowa, 1998, 25 p.
  - La philosophie d’espoir  d’Engelbert Mveng, Semaine culturelle « Engelbert Mveng », Yaoundé 1996, 14 p.
  - Peut-on enseigner ? Esquisse d’une adaptation du MENON, Journées nationales de bioéthique, Yaoundé, Février 1996, 15 p.
  - Senghor de gauche. Hier, aujourd’hui et demain, Colloque sur l’Actualité de Senghor, Université de Yaoundé, novembre 1996, 15 p.
  - Le père Engelbert Mveng : une philosophie de la vie, deuxième Semaine culturelle « Engelbert Mveng », Yaoundé, novembre 1999, 13 p.
  - Processus démocratique et sécurité intérieure, Communication à Ango Ela, Ecole Nationale d’Administration et de Magistrature (ENAM), Yaoundé, 28 avril, 1999, 11 p.
  - Mondialisation et problèmes éthiques, Communication au Pré-colloque « L’Afrique face aux défis de la mondialisation », Yaoundé, 28-29 août 2000, 14 p.
  - Econométhique et Numisméthique. Esquisse d’une éthique bancaire, Colloque en l’honneur du Professeur Geoges Ngango, Université de Yaoundé II, 2 février 2001, 21 p.

#### Classement chronologique
- L’intériorisation des valeurs démocratiques, 17 mars 2001, Atelier de formation des leaders sociaux, Commission Justice et Paix, 16 p.
- Exister à l’ère de la mondialisation, 11 mai 2001 Deuxièmes Journées « Joseph Ngoué », Université de Yaoundé I , 9 p.
- La place de l’homme dans le nouveau système du monde, 2 juin 2001, Université Catholique d’Afrique Centrale UCAC, 20 p.
- RDPC, le temps des clarifications : non aux conservateurs, août 2001, article pour un périodique.
- Quelle pensée politique pour le développement africain ?, 9 octobre 2001, Séminaire de l’ONG « Terre des hommes », Douala 13 p.
- Terrorisme et négation de la dignité des peuples, 10  octobre 2001, Terre des Hommes, Douala 11 p.
- L’APEC, esquisse d’une rétrospective (Association des Poètes et des Ecrivains Camerounais), 16 janvier 2001, Africa Book Development, 12 p.
- De l’intolérance anti-républicaine, 13 mars 2002, Colloque international de philosophie, Université de Douala, 13 p.
- La terre ancestrale et le domaine national, avril 2002, Impact Tribune, n°18, Yaoundé
- De l’identité à l’unité 20 mai 2002, article pour un périodique (L’action).
- Syndicalisme et politique en milieu universitaire, 15 mars 2002, Forum des Enseignants, 10p.
- Le malheur de la conscience tribale, 20 avril 2002, Table ronde à de Douala 1er, 14p.
- Partis politiques et vie politique au Cameroun après les élections du 30 juin 2002, Terre des Hommes, Douala, 9 p.
- L’usure du « système » politique camerounais, article  pour périodique.
- Le problème de la paix. Evolutions et solutions. 26 juillet 2002, Marche mondiale des Femmes en l’an 2000, comité de pilotage pour le Cameroun, 11 p.
- Senghor la cigale, table ronde « Le siècle de Senghor », Université de Yaoundé I, 11 p.
- Les enfants du vent. Un coup d’essai, un coup de maître, 14 mai 2003, cérémonie de dédicace du livre Les enfants du vent.
- Le livre, support et vecteur de culture, 15 mai 2003, salon du livre, Ministère de , 6 p.
- Esquisse d’une éthique transformationnelle, 22 mai 2003, Communication, Faculté de Théologie Protestante de Yaoundé, 8p,
- Les forces armées en démocratie, 28 mai 2003, Centre Culturel Américain de Yaoundé (présentation d’un ouvrage), 12 p.
- De  la consommation de l’art au Cameroun,
- Exposé devant le cercle des étudiants en Arts clastiques et Histoire de l’Art, Université de Yaoundé I, 11 p.
- Une application de l’éthique communicationnelle, Ministère de l’Enseignement Supérieur, Yaoundé, 7 p.
- La promotion de la démocratie  et des droits de la personne dans du Sud, 5 mai 2001,6p, Atelier de formation des leaders sociaux, Ebolowa (Commission Justice et Paix).
- De l’intolérance anti-républicaine, 13 mars 2002, Colloque international de philosophie, Université de Douala, 12 p.
- Le renouveau : de l’idée à la pratique, novembre 2006, 11p, Université des jeunes du renouveau national, Palais des Congrès.
- Rentrée littéraire et artistique de poètes, 17 octobre 2003, 5p (Allocution).
- Transparence électorale et alternance démocratique, 20 novembre 2003, 5p, Lancement du programme électoral triennal par l’ONG, « Les Nouveaux Droits de l’Homme », Yaoundé.
- Au jour le jour, la chouette de Mineure, 11 novembre 2003, deuxième Journée internationale de la philosophie, Yaoundé
- Les discours de Paul Biya : pertinence et « différance », 27 décembre 2003, article d’un périodique (Amand’la)
- Ethique et genèse, 2 juin 2004, Leçon inaugurale, colloque inter-universitaire, Yaoundé, 15 p.
- S’inscrire pour voter, la jeunesse et l’impératif du choix démocratique, Conférence à départementale du RDPC, Obala, 8 p.
- Ethique et déontologie de la perception, 6 septembre 2004, Séminaire de formation des percepteurs dans le droit d’auteur, Yaoundé, 11 p.
- Les incertitudes du Nouveau Partenariat (NEPAD),  20 novembre 2004, Club de philosophie Kwame Nkrumah, Yaoundé, 12 p.
- L’hymne national : creuset d’éducation civique et patriotique, 16 décembre 2004, Commémoration des 77 ans de l’Hymne national par l’Eglise Presbytérienne du Cameroun, 6 p.
- Eloge funèbre de Raymond EKOSSONO,  22 janvier 2005
- Ethique et cybernétique, Cours, 2004-2005, Université de Yaoundé I.
- Jeunesse et développement, 9 janvier 2005, Conférence de l’ONG catholique « Justice et Paix », Ebolowa, 7 p.
- La place de l’unité dans le développement d’une nation, 18 mai 2005, groupe de réflexion à Matomb, 7 p.
- Clivages sociaux et citoyenneté, 11 juin 2005, Cercle Camerounaise de Philosophie (CERCAPHI), 17 p.
- Essai sur le développement artistique au Cameroun, 24 octobre 2005, soirée éducative de la jeunesse pour le soutien à la culture, Yaoundé, 11 p.
- Ethique et philosophie, 30 novembre 2005, leçon inaugurale de la Journée internationale de philosophie, Université de Yaoundé I, 11 p.
- Le vieillissement du renouveau, 2006, sans date, article dans un périodique.
- Théâtre et droit d’auteur, novembre 2006, Communication devant les professionnels du théâtre, 4 p. (Rencontre Théâtrales Internationales du Cameroun, RETIC)
- Information sur le droit d’auteur des logiciels, 15 mars 2006, communication devant les cadres du secteur privé, 4 p.
- Droit d’auteur et communication en francophonie, 21 mars 2006, Journée internationale de la Francophonie, Beyrouth, 7 p.
- Le marchandage d’Abraham : éthique et dérogation, 8 juin 2006, Conférence à l’Université Catholique d’Afrique Centrale, UCAC, 11 p.
- Sensibilisation sur le droit d’auteur dans l’Enseignement et , 20 juin, 2007, 6 p.
- Le rôle de la littérature dans les arts, Festival de la lutte contre la piraterie des œuvres musicales, Douala le 19 juin 2000.
- Le mensonge en politique, Conférence au Centre Culturel Français de Yaoundé, organisée par le CERCAPH.
- Société moderne, société marchande : la commercialisation du droit politique, 2007, sans date, article pour un périodique.
- Vivre ensemble, différents, mars 2007, exposé à l’Université de Yaoundé I, Journée internationale de la Francophonie, 7 p.
- La philosophie du soupçon, mai 2007, article pour un périodique.
- L’importance de l’élite féminine dans l’Enseignement Supérieur au Cameroun, septembre 2007, article pour un périodique.
- De l’éthique et de l’art musical au Cameroun, CERCAPHI, 27 juin 2007, 10 p.
- L’enseignement de l’art et l’éducation du goût, conférence au Centre d’art contemporain AFRICREA, Yaoundé, 19 octobre 2006, 10 p.
- SARKOZY à l’Université de Dakar : un discours de la méthode politique pour l’Afrique de demain, Africa Express, Magazine Panafricain, novembre 2007.
- L’apprivoisement, ou des techniques de la domestication du mal  et de la banalisation du crime, article pour un périodique, Yaoundé, février 2008.
- L’État bloqué, une stratégie d’inerte pour le maintien, Le Jour, septembre 2008
- Le rôle de la littérature dans les arts,  Festival de la lutte de Douala, 19 juin 2006, 5 p.
- L’État de droit et la démocratie en Afrique centrale. Entre mythe  et réalité, colloque à l'Université Paris 7 Denis Diderot sur le thème : « La philosophie politique africaine et ses développements contemporains. Une nouvelle façon de concevoir le vivre ensemble »,  20 juin 2008, 12 p.
- La mission du philosophe dans l’action, conférence au Lycée de Biyem-Assi, Yaoundé, pour la Journée internationale de la philosophie, 14 novembre 2008, 18 p.
- Critique de la raison linguistique, Annales des Arts, Lettres et Sciences Humaines, Université de Yaoundé I, 2008
- Thérèse Belle Wangue, penseur de la violence, cérémonie d’hommage à Madame le Professeur Belle Wangue admise à la retraite, sur le thème « Parcours humaniste : l’humain, les valeurs et les pouvoirs », Université de Douala, 31 juillet 2008, 11 p.
- Mienrad Hebga et la postmodernité, 9 et 10 avril 2009
- Traditions africaines et valeurs de référence. Contribution pour une exception culturelle, 7-10 avril 2009
- Sport et politique, 25 juin 2009
- Mémorandum du Sypres, 26 juin 2009
- Fabien Eboussi Boulaga : un Bantu, problématique  ouv. Coll., 24 – 25 juillet 2009
- L’Enseignement de la philosophie au niveau supérieur, 1er et 2 septembre 2009
- L’État camerounais : communautarisme, ethnicité et universalisme, décembre 2009
- L’identité culturelle et l’audiovisuel dans l‘Afrique Centrale et des Grands Lacs, 24 – 28 décembre 2009
- La Tentation du cardinal, 2009
- Le phénomène du mémorandum au Cameroun, 2009
- La Tour de Dubaï. Une architecture interpellatrice, janvier 2010
- La Diversité comme facteur de paix, 19 mars 2010
- De la Décolonisation conceptuelle à partir du discours politique Yaoundé, juin 2010
- Le Défi de la démocratie en Afrique, 2 juin 2010
- L’État  informel, 23 juin 2010
- Excellence pédagogique et reconstruction de la société, 5 octobre 2010
- Culture camerounaise et cinquantenaire, 4 novembre 2010
- La vision africaine  de la nature, 10 – 12 novembre 2010
- Philosophie et Liberté, 23 novembre 2010
- La Tragédie ivoirienne et la tyrannie de la communauté internationale, 28 décembre 2010
- Penser le Sida Analyses croisées d'une pandémie Sous la direction de Hubert Mono Ndjana et Lucien Ayissi Harmattan Cameroun - Champ Libre PHILOSOPHIE SANTÉ, MÉDECINE AFRIQUE NOIRE Cameroun. Octobre 2010216 pages.
- La problématique du procès équitable, janvier 2011
- Histoire de la philosophie africaine, par Hubert Mono Ndjama (Amady Aly Dieng)
- La Philosophie africaine face à son image. Regard critique sur L’Histoire de la philosophie africaine d’Hubert Mono Ndjana (Pr Abbé Louis Mpala Mbabula)
- Refus de l’autre. Désir du même. Discours anthropologique sur l’homosexualité, mars 2011
- La Libération de l’homme post-colonial, 16 avril 2011
- La vision africaine de la Bioéthique, septembre 2011
- L’intellectuel spécifique et l’intellectuel universel d’après Michel Foucault (conférence dans le cadre du CERCAPHI, Institut Français de Yaoundé, 6 juin 2012
- Féminisme et tendances, cours publié au département de Sociologie, Université de Yaoundé I, 1er semestre 2012.
- Historique et Esthétique du cinéma négro-africain, conférence à l’Institut Goethe, 25 septembre 2013.
- Le beau, le Juste, le vrai, vus d’Afrique aujourd’hui, Colloque scientifique du CERDOTOLA, 08-10 octobre 2013.
- Panorama de la philosophie camerounaise, Edition l’Harmattan.
- Le rôle de l'école dans la société, leçon inaugurale du Professeur Hubert Mono Ndjana donnée au Lycée classique et moderne de Bafia, en date du 21 octobre 2015, à l’occasion de la rentrée solennelle. 10 pages.
- Musique et société, Exposé du Professeur Hubert Mono Ndjana, à l’Université de Yaoundé I devant les étudiants du Cercle Philo-Psycho-socio anthropo, le 24 novembre 2015-15 pages.
- La philosophie négro-africaine Essai de présentation générale Hubert Mono Ndjana
- Art, patrimoine et développement, Conférence au Festival T. MASE Douala – Yaoundé (Février, Mars 2016) 21 pages.
- Qu’est ce que l’épistéméthique ? Discours de réception du Prix Erema 2015 à Yaoundé, le 3 février 2016, prononcé par M. Hubert Mono Ndjana, professeur émérite de philosophie à l’Université de Yaoundé I ; suivi de 2- De l’Excellence à la Perfection.23 pages.